# Cevrin
Il Cevrin di Coazze è un formaggio di latte caprino tipico della val Sangone, in provincia di Torino, e degli alpeggi del Parco Naturale dell'Orsiera-Rocciavrè.

## Descrizione
Il Cevrin di Coazze viene prodotto in alpeggio da marzo a settembre con il latte di capre di razza camosciata per il 40% circa e per il 60% con latte di vacche di razza Barà, in forme del diametro di circa 18-20 cm e un'altezza di circa 6-7 cm.
Il gusto particolare di questo formaggio è dato dal particolare mix di erbe aromatiche di cui le capre camosciate si nutrono in altura, fra le altre:  il biancospino, la rosa canina, il sorbo, il lampone ed il sambuco.
La sua produzione ha ripreso vigore dopo il riconoscimento del prodotto come Presidio Slow Food ed è classificato come “Prodotto agroalimentare tradizionale della Regione Piemonte”.
Ogni anno nel mese di ottobre si svolge a Coazze la Festa Rurale del Cevrin di Coazze.